# Boaventura da Costa Vinhas
Boaventura da Costa Vinhas (Desterro, 19 de junho de 1851 – Porto Alegre, 6 de dezembro de 1919) foi um político brasileiro.
Filho de Boaventura da Silva Vinhas e de Maria da Costa Vinhas.
Foi capitão da 1ª Companhia do 1° Batalhão da Reserva da Guarda Nacional do Desterro, em 24 de dezembro de 1880.
Foi deputado à Assembleia Legislativa Provincial de Santa Catarina na 25ª legislatura (1884 — 1885).